# بلک سی
بلک سی (اوکراینی: Чорноморський суднобудівний завод) شرکت کشتی‌سازی اوکراینی است، که در سال ۱۸۹۵ تأسیس شد.